# America's Newsroom

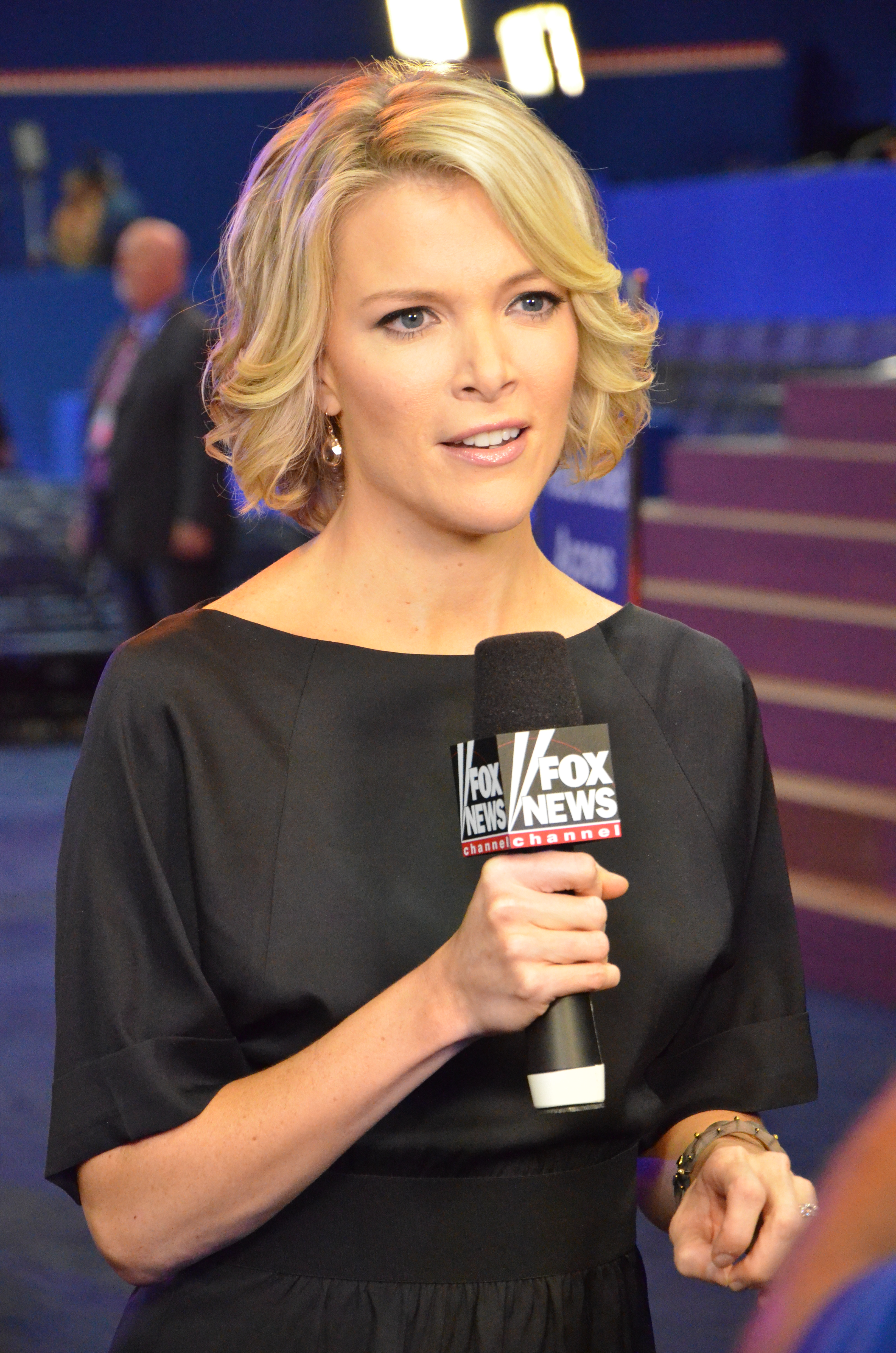
Megyn Kelly (ici en 2012) a été la présentatrice vedette de l'émission de 2007 à 2010.

America's Newsroom est une émission politique diffusée sous la forme de journal télévisé et de talk show sur la chaîne conservatrice Fox News depuis 2007. L'émission, très suivie, était classée 7e des émissions du même type sur le câble américain en février 2009, avec près de 1 500 000 téléspectateurs.